# رود اگر
اگر (Eger، به زبان چکی: Ohre)، از رودهای سمت چپ الب به طول ۲۹۱ کیلومتر که از کوه‌های فیشتل‌گبیرگه در آلمان سرچشمه گرفته و در شهر ترزینشتات به رودخانه البه منتهی می‌شود . منطقه تاریخی اگرلاند در شمال غربی بوهم و شهر «اگر»* که در سال (۱۰۶۱ میلادی) به‌نام «اگیره»* معروف بود، از نام این رودخانه گرفته شده‌است. کلمه اِگر دارای ریشه هندواروپایی می‌باشد که به‌معنی راه‌انداختن و به‌حرکت درآوردن است. این لغت در زبان‌های یونانی و لاتین نیز به‌همین مفهوم است.

## یادداشتها
1. ^  به زبان چکی tschechisch Cheb
2. ^  نام قبلی اگر، Egire